# Цикли давньогрецьких міфів
Сукупність міфічних оповідок, об’єднаних спільною темою,

## Троянський цикл
Троянський цикл пов’язаний із містом Троєю (інша назва – Іліон від якого походить назва поеми Гомера – «Іліада»). У Троянському циклі здійснюється опис десятирічної війни між захисниками міста Трої (або Іліона) та греками. Першопочаткові події розгортаються на горі Олімп, які згодом переходять на Землю. В Троянському циклі ведеться розповідь про те, як греки під командуванням Агамемнона тримають Трою в облозі. 
Причиною облоги Трої слугувало, викрадення Єлени, дружини спартанського царя Менелая,  сином троянського царя Парісом. Викраденню Парісом Єлени посприяла богиня Афродита, котрій Паріс присудив яблуко. 
Трою було взято завдяки Одіссею, який порадив спорудити великого коня, де сховались греки та  змогли пробратись в середину міста Троя, спаливши її при цьому. 
'Троянський кінь' був збудований відомим архітектором Епеєм, котрий був засновником кількох італійських міст. У будівництві троянського коня допомагала богиня війни – Афіна.
План подій, відображених в міфах троянського циклу  : 
1. Весілля Пелея і Фетіди.
2. Суд Паріса.
3. Єлена, дочка Зевса і Леди.
4. Паріс викрадає Єлену.
5. Менелай готується до війни з Троєю.
6. Народження і виховання Ахілла.
7. Заснування Трої.
8. Перші дев’ять років облоги Трої.
9. Смерть Ахілла.
10. Смерть Аякса
11. Останні дні Трої.
12. Падіння Трої.

Проблематика міфів троянського циклу:
1. цінність людського життя;
2. героїзм;
3. відданість своїм побратимам;
4. вірне кохання;

Фільми троянського циклу:
1. Фільм "Троя" 2004 р. (режисер Вольфганг Петерсен);
2. Фільм "Олена Троянська" 1956 р. (режисер Роберт Вайз);
3. Фільм "The Trojan Horse" 1961 р. (режисер Джорджіо Ферроні);
4. Фільм "The Fury of Achilles" 1962 р. (режисерка Марино Джіроламі);

## Фіванський цикл
Фіванський цикл – включає чотири епічні твори давньогрецької літератури, котрі на сьогоднішній день втрачено.
Фіванський цикл розповідає про заснування міста Фіви правнуком Зевса Кадмом, долю царя Едіпа (сина Лая та Іокасти) та його нащадків. 
Едіп або Едип (грец. Οιδίποδας) – давньогрецький (фіванський) герой, із трагічною напророкованою долею, який у спробі її уникнути сам здійснив пророцтво про те, що вб'є власного батька й одружиться з матір'ю. Також відомий як переможець чудовиська на ім'я Сфінкс. Цикл міфів про Царя – це перехід до епохи звичайних людей.
Міф про Едіпа – варіант поширеного серед багатьох народів переказу про дитину, яка приносить нещастя. У покаранні Едіпа відбито заборону шлюбу між кровними родичами.
Цар Едіп став героєм творів Софокла («Едіп-цар», «Едіп у Колоні»), Сенеки («Едіп»), Стація («Фіваїда»). 
Проблеми міфів фіванського циклу:
1. Проблема милосердя;
2. Прав особистості;
3. Релігія;
4. Сім'я.

Фільм фіванського циклу
"Цар Едіп", автор якого є П'єр Паоло Пазоліні .

## Міфи про аргонавтів
У міфах про аргонавтів здійснюється опис героїв, котрі під керівництвом Ясона здійснили далекий морський похід у Колхіду на кораблі «Арго» за золотим руном. Вважають, що в даних міфах описано історію грецької колонізації (VIII–VI ст. до н. е.).
В античному мистецтві досить широко поширена тема аргонавтів – зображення подвигів героїв на керамічному посуді, на предметах ужиткового та декоративного характеру на барельєфах. В європейському живописі дана тема віднайшла своє місце у творах Е. Делакруа, Л. Карраччі та ін.
Український радянський письменник М. Зеров написав вірш «Аргонавти», який присвятив М. Рильському, де порівняв його із Тифієм – стерничим на кораблі.
```
Фільми про аргонавтів:
```

1. «Ясон і аргонавти» 1964 р. (режисер Дон Шаффі);
2. «Ясон і аргонавти» 2002 р. (режисер Нік Віллінг);
3. «Аргонавти» 1974 р. (режисерка Олександра Снєжко-Блоцька);
4. «Фессалійський велетень» 1960 р. (режисер Ріккардо Фреда);